# Norvegia ai V Giochi olimpici invernali
La Norvegia partecipò ai V Giochi olimpici invernali, svoltisi a Sankt Moritz, Svizzera, dal 30 gennaio all'8 febbraio 1948, con una delegazione di 49 atleti impegnati in sette discipline.

## Medagliere

### Per discipline
| Sport                   | Oro | Argento | Bronzo | Totale |
| ----------------------- | --- | ------- | ------ | ------ |
| Pattinaggio di velocità | 3   | 2       | 1      | 6      |
| Salto con gli sci       | 1   | 1       | 1      | 3      |
| Sci di fondo            | 0   | 0       | 1      | 1      |
| Totale                  | 4   | 3       | 3      | 10     |

### Medaglie
| Medaglia | Atleta                                             | Sport                   | Evento             |
| -------- | -------------------------------------------------- | ----------------------- | ------------------ |
| Oro      | Finn Helgesen                                      | Pattinaggio di velocità | 500 m maschile     |
| Oro      | Sverre Farstad                                     | Pattinaggio di velocità | 1500 m maschile    |
| Oro      | Reidar Liaklev                                     | Pattinaggio di velocità | 5000 m maschile    |
| Oro      | Alf Petter Hugsted                                 | Salto con gli sci       | Maschile           |
| Argento  | Thomas Byberg                                      | Pattinaggio di velocità | 500 m maschile     |
| Argento  | Odd Lundberg                                       | Pattinaggio di velocità | 5000 m maschile    |
| Argento  | Birger Ruud                                        | Salto con gli sci       | Maschile           |
| Bronzo   | Odd Lundberg                                       | Pattinaggio di velocità | 1500 m maschile    |
| Bronzo   | Thorleif Schjelderup                               | Salto con gli sci       | Maschile           |
| Bronzo   | Erling Evensen Olav Økern Reidar Nyborg Olav Hagen | Sci di fondo            | Staffetta maschile |